# オルシュティン
オルシュティン、オルシチン（ポーランド語: Olsztyn [ˈɔlʂtɨn] ( 音声ファイル)、アレンシュタイン（ドイツ語: Allenstein [ˈʔalənʃtaɪn] ( 音声ファイル)）は、ポーランドヴァルミア＝マズールィ県の県都で最も大きい都市である。主な文化・文教・経済活動の中心や一般官庁ばかりでなく、重要な鉄道連絡駅および交通の要所でもある。
ヴァルミア＝マズールィ大学、プラネタリウム、天体観測館、コンサートホールなどがある。また、オルシュティンにはミシュランの大規模タイヤ工場がある。

## 歴史
町の建設は、14世紀にドイツ騎士団の手で始まった。町のドイツ語名アレンシュタインは、ドイツ語で「アレ川の石（城）」を意味する言葉に由来する。オルシュティンはアレンシュタインをポーランド語読みしたものである。
1454年、市民はドイツ騎士団による支配を嫌い1440年には自治領連合であるプロイセン同盟に加盟、1463年以降、ポーランド王の庇護下に入った。ドイツ騎士団に対するポーランド王国とプロイセン同盟の決戦を経て第二次トルンの和約が結ばれ、1466年以降、町はポーランド王の直轄領であるポーランド王領プロイセンに属する。1516年から21年にかけて、コペルニクス（ポーランド語名：ミコワイ・コペルニク）がドイツ騎士団の侵略から町を防衛の任にあたる役人として、この町で勤務した。
1655年から1708年にかけて断続的にスウェーデンの占領を受けたあと、1710年にはペストの流行により人口が激減した。1772年、第一次ポーランド分割に伴い、町はプロイセン王国に併合され、2世紀半にわたるポーランド時代は終わった。当時の人口は1,770人であった。
第一次世界大戦後の1920年、ポーランドの復活に伴い、町の帰属を決定する住民投票が行われ、東プロイセンの一部としてドイツ領に留まることが決定した。オルシュティンでは、マズール人（15世紀以降に移住してきたポーランド系住民）の多くがすでにドイツ系住民と同じ新教徒（プロテスタント）となっていたため、カトリックのポーランドを避け、ドイツ残留に投票した者が多かった。
第二次世界大戦では、1945年1月にソビエト軍が町に迫る中、ドイツ系住民はドイツ本国方面への逃亡を開始した。同22日、町にソビエト軍が進入し、報復的な町の破壊を行った。
1945年8月2日、ポツダム会談の結果に従い、町はポーランド領となり、オルシュティンが正式名称となった。町にとどまっていた残りのドイツ系住民は追放の対象となり、新国境（カーゾン線）以東の旧ポーランド領から新たな移住者を迎えた。これらの住民の移動に加え、冷戦下にあって共産主義体制下で住民の生活が困窮したことから、マズール人など戦前からの住民の一部には、これらの人々を移住の有資格者とした西ドイツへの移住を選択する現象が見られた。その後、大規模な自動車用タイヤ工場が建設され、これを中心として町の産業の発展が図られた。現在、このタイヤ工場はフランスのタイヤメーカー「ミシュラン」の傘下にあり、東西両ヨーロッパ市場向けの各種「ミシュラン」ブランド自動車タイヤを生産している。
戦争中に破壊された街の歴史地区および歴史的な建造物はその後、残された資料をもとにポーランドの市民によってもとの姿に再建・修復された。街並みや街周辺の湖水地方や運河や森林などは夏場の一大観光地および別荘地として人気があり、ヨーロッパ各地から避暑客が訪れる。

## 気候
| オルシュティンの気候                                        | オルシュティンの気候 | オルシュティンの気候 | オルシュティンの気候 | オルシュティンの気候 | オルシュティンの気候 | オルシュティンの気候 | オルシュティンの気候 | オルシュティンの気候 | オルシュティンの気候 | オルシュティンの気候 | オルシュティンの気候 | オルシュティンの気候 | オルシュティンの気候 |
| 月                                                          | 1月                  | 2月                  | 3月                  | 4月                  | 5月                  | 6月                  | 7月                  | 8月                  | 9月                  | 10月                 | 11月                 | 12月                 | 年                   |
| ----------------------------------------------------------- | -------------------- | -------------------- | -------------------- | -------------------- | -------------------- | -------------------- | -------------------- | -------------------- | -------------------- | -------------------- | -------------------- | -------------------- | -------------------- |
| 最高気温記録 °C （°F）                                      | 12.2 (54)            | 16.7 (62.1)          | 23.9 (75)            | 30.2 (86.4)          | 31.5 (88.7)          | 33.7 (92.7)          | 36.1 (97)            | 36.2 (97.2)          | 34.6 (94.3)          | 25.9 (78.6)          | 17.8 (64)            | 13.2 (55.8)          | 36.2 (97.2)          |
| 平均最高気温 °C （°F）                                      | 0.4 (32.7)           | 1.8 (35.2)           | 6.2 (43.2)           | 13.3 (55.9)          | 18.6 (65.5)          | 21.7 (71.1)          | 23.8 (74.8)          | 23.4 (74.1)          | 18.1 (64.6)          | 11.8 (53.2)          | 5.5 (41.9)           | 1.7 (35.1)           | 12.2 (54)            |
| 日平均気温 °C （°F）                                        | −2.0 (28.4)          | −1.1 (30)            | 2.2 (36)             | 7.9 (46.2)           | 12.9 (55.2)          | 16.1 (61)            | 18.3 (64.9)          | 17.8 (64)            | 13.2 (55.8)          | 8.0 (46.4)           | 3.3 (37.9)           | −0.4 (31.3)          | 8.0 (46.4)           |
| 平均最低気温 °C （°F）                                      | −4.4 (24.1)          | −3.8 (25.2)          | −1.5 (29.3)          | 2.6 (36.7)           | 7.1 (44.8)           | 10.7 (51.3)          | 13.2 (55.8)          | 12.7 (54.9)          | 8.9 (48)             | 4.8 (40.6)           | 1.2 (34.2)           | −2.6 (27.3)          | 4.1 (39.4)           |
| 最低気温記録 °C （°F）                                      | −30.6 (−23.1)        | −30.6 (−23.1)        | −23.5 (−10.3)        | −9.7 (14.5)          | −4.8 (23.4)          | −0.5 (31.1)          | 4.0 (39.2)           | 1.9 (35.4)           | −4.2 (24.4)          | −11.0 (12.2)         | −20.2 (−4.4)         | −26.0 (−14.8)        | −30.6 (−23.1)        |
| 降水量 mm （inch）                                          | 42.1 (1.657)         | 33.1 (1.303)         | 39.4 (1.551)         | 37.5 (1.476)         | 59.8 (2.354)         | 70.1 (2.76)          | 88.0 (3.465)         | 63.8 (2.512)         | 58.5 (2.303)         | 57.7 (2.272)         | 47.0 (1.85)          | 45.4 (1.787)         | 642.4 (25.291)       |
| 平均降水日数 （≥0.1 mm）                                    | 17.37                | 15.00                | 14.13                | 12.40                | 13.50                | 14.30                | 14.43                | 13.33                | 13.03                | 14.13                | 15.57                | 17.63                | 174.84               |
| 平均降雪日数 （≥0 cm）                                      | 18.4                 | 17.6                 | 9.6                  | 1.3                  | 0.0                  | 0.0                  | 0.0                  | 0.0                  | 0.0                  | 0.5                  | 4.1                  | 12.5                 | 64.0                 |
| % 湿度                                                      | 88.2                 | 85.0                 | 77.6                 | 69.9                 | 70.4                 | 72.6                 | 74.7                 | 75.3                 | 80.7                 | 84.7                 | 89.7                 | 89.8                 | 79.9                 |
| 出典1：Institute of Meteorology and Water Management        |                      |                      |                      |                      |                      |                      |                      |                      |                      |                      |                      |                      |                      |
| 出典2：Meteomodel.pl (records, relative humidity 1991–2020) |                      |                      |                      |                      |                      |                      |                      |                      |                      |                      |                      |                      |                      |

## 著名な出身者
- ニコラウス・コペルニクス - 1516年から1521年まで住んだ。
- エーリヒ・メンデルゾーン - 建築家。
- フーゴー・ハーゼ - 政治家。ドイツ社会民主党、ドイツ独立社会民主党党首を歴任。
- ヨアナ・イェンジェイチック - キックボクサー、総合格闘家。

## スポーツ
- ストミール・オルシュティン - 近年、複数の日本人選手を獲得しているサッカークラブ。

## 姉妹都市
- カルペ、スペイン
- シャトールー、フランス
- ゲルゼンキルヒェン、ドイツ
- カリーニングラード、ロシア
- ルツク、ウクライナ
- オッフェンブルク、ドイツ
- オスナブリュック、ドイツ
- リッチモンド (バージニア州)、アメリカ
- ロヴァニエミ、フィンランド

## ギャラリー
- 旧市街
- 旧魚市場
- 旧市街の門
- コペルニクス像
- ドイツ騎士団城
- ドイツ騎士団城
- 城址公園
- 聖ヤコブ大聖堂
- 聖ヤコブ大聖堂の夕景
- ダウンタウンの新市庁舎
- ダウンタウン
- ダウンタウン
- ダウンタウンにある劇場
- ヴァルミア・マズーリア大学
- ヴァルミア・マズーリア大学
- ヴァルミア・マズーリア大学の図書館
- 天文台
- 礼拝所